# Wolfgang Schadewaldt
Wolfgang Otto Bernhard Schadewaldt (Berlim, 15 de março de 1900 - Tubinga, 10 de novembro de 1974) foi um tradutor, crítico literário e filólogo clássico alemão.

## Vida
Schadewaldt era filho do médico Otto Schadewaldt e de Agnes Trensky. Ele estudou na antiga Universidade de Friedrich-Wilhelm (em alemão: Friedrich-Wilhelms Universität), atual Universidade Humboldt de Berlim, entre 1919 e 1924. Na ocasião teve a oportunidade de ter aulas com Ulrich von Wilamowitz-Moellendorff e Werner Jaeger. Doutorou-se em 1924 e fez sua livre-docência (em alemão: Habilitation) em 1927, ambas em Berlim.
Em 1928 casa-se com Maria Meyer, filha do Prof. Dr. Arnold Meyer.

## Academia
Com apenas 28 anos de idade, Schadewaldt inicia sua carreira acadêmica como professor de filologia clássica na Universidade de Königsberg. Ali permanecerá apenas um ano e meio, até 01 de outubro de 1929. 
Em 1929 transfere-se para Universidade de Freiburg, onde atuou como professor de filologia clássica até 1934. Em Freiburg oferece uma aula inaugural (em alemão: Antrittsvorlesung) chamada "Para uma essência do clássico na poesia antiga" (em alemão: "Vom Wesen des Klassischen in der antiken Poesie"). Nesse período histórico, envolto pelo nazismo, fascina-se pela atuação do professor Martin Heidegger e o acompanha no momento em que o mesmo torna-se reitor da Universidade. Heidegger nomeia, assim, Schadewaldt como diretor da faculdade de filosofia, que no sistema de ensino alemão abrange a maioria das ciências humanas. Schadewaldt procurou nesse período ajudar seu amigo e também filólogo Eduard Fraenkel, que, por ser judeu,  encontrava dificuldades para emigrar para Inglaterra. A situação em Freiburg ficou insustentável para Schadewaldt e, em 15 de abril de 1934, envia uma carta de demissão a Heidegger.
Schadewaldt deixa Freiburg poucos meses após a saída de Fraenkel e em 1 de outubro de 1934 torna-se professor de filologia clássica na Universidade de Leipzig. Ali entra em contato com os professores Hans-Georg Gadamer e Werner Heisenberg. Também torna-se diretor da secção histórico-filológica da faculdade de filosofia, entre 1939 e 1941. Nesse período escreve seu famoso texto "Estudos sobre a Ilíada" ("Iliasstudien"). 
No período de 1941 até 1950 foi professor na Universidade Humboldt de Berlim e, finalmente, entre 1950 e 1968 lecionou na Universidade de Tübingen.
Um de seus mais famosos alunos Wolfgang Kullmann descreve a pesquisa de Schadewaldt sobre Homero como o clímax (Höhepunkt) de uma geração que iniciou-se com Ulrich von Wilamowitz-Moellendorff e Eduard Schwartz. Schadewaldt contribuiu, na verdade, para a popularização dos estudos homéricos na Alemanha. 

## Traduções
Além de traduzir diversas tragédias, especialmente de Sófocles, Schadewaldt procedeu com uma das mais fidedignas traduções da Ilíada e da Odisseia, naquilo que conhecemos como espaço cultural-linguístico alemão. Em verdade, ele procurou suplementar possíveis falhas da tradução mais conhecida na Alemanha, procedida por Johann Heinrich Voss. Voss traduziu a Odisseia em 1781 e a Ilíada em 1793 em hexâmetro. No entanto, para Schadewaldt: "O hexâmetro alemão não corresponde ao hexâmetro em grego" (em alemão: "Der deutsche Hexameter entspricht nicht dem Hexameter im Griechischen"). 
Ele explica que os versos gregos, na linguagem épica, possuiam muitas palavras longas, que no grego tardio tiveram que ser "encurtadas". O exemplo de Schadewaldt é a palavra grega "akouemenai" ("a-ku-e-me-nai"), que significa "escutar", e que no grego tardio passa a ser "akouein" ("a-ku-ein" ou "ακουειν"). Outro problema na tradução de Voss, segundo Schadewaldt, seria o influxo pietista (em alemão:pietistisch-erregten) e um caráter idílico (em alemão: idyllischen Charakter) em sua tradução e que são estranhos a Homero.

## Algumas obras
Livros:
- Monolog und Selbstgespräch (1926)
- Iliasstudien. Leipzig: Hirzel, 1938 (2a. ed. 1943, 3a. ed. 1966)
- Die Heimkehr des Odysseus (1946)
- Legende von Homer dem fahrenden Sänger (1942, 1959)
- Sophokles und das Leid (1948)
- Sappho. Dasein in der Liebe (1950)
- Griechische Sternsagen (1956)
- Hellas und Hesperien. Gesammelte Schriften zur Antike und zur neueren Literatur (1960)
- Goethe-Studien. Natur und Altertum (1963)
- Tübinger Vorlesungen (org. Ingeborg Schudoma). Vol. 1: Die Anfänge der Philosophie bei den Griechen, Frankfurt am Main: Suhrkamp, 1978; Vol. 2: Die Anfänge der Geschichtsschreibung bei den Griechen. Frankfurt am Main: Suhrkamp, 1982; Vol. 3: Die frühgriechische Lyrik. Frankfurt am Main: Suhrkamp, 1989; Vol. 4: Die griechische Tragödie. Frankfurt am Main: Suhrkamp, 1991

Traduções:
- Carmina Burana, 1953
- Homer: Odyssee. Hamburg: Rowohlt, 1958
- Homer: Ilias. Frankfurt am Main: Suhrkamp, 1975 (Insel Verlag)
- Sophokles: Aias. Frankfurt am Main: Insel, 1993
- Sophokles: Antigone. Frankfurt am Main: Insel, 1974
- Sophokles: Elektra. Frankfurt am Main: Insel, 1994
- Sophokles: Die Frauen von Trachis. Frankfurt am Main: Insel, 2000
- Sophokles: Ödipus auf Kolonos. Frankfurt am Main: Insel, 1996
- Sophokles: Philoktet. Frankfurt am Main: Insel, 1999
- Sternsagen. Die Mythologie der Sternbilder. Frankfurt am Main: Insel, 2002